# Близнец-паразит

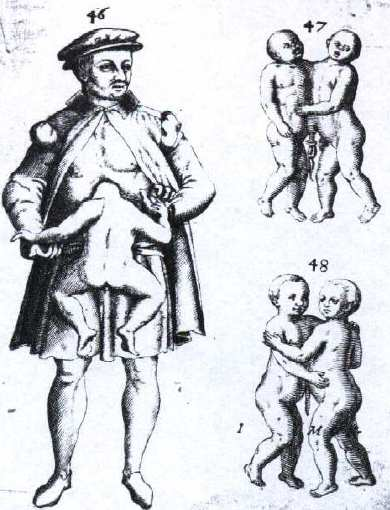
Иллюстрация мужчины с близнецом-паразитом

Близнец-паразит (лат. ischiopagus, ишиопаг) — чрезвычайно редкий биологический феномен, который происходит, когда зародыш одного близнеца поглощает менее развитого. Это происходит на ранних этапах эмбрионального развития: предельный случай тератомы. Близнец-паразит может существовать в организме «хозяина» многие годы. Тело близнеца-паразита недоразвито и полностью или частично находится в организме второго близнеца.
По мнению некоторых врачей, близнец-паразит является одной из форм сращивания сиамских близнецов. Однако в этом случае один близнец присоединен к организму другого и зависит от него.

## История терминологии
Французский академик Изидор Жоффруа Сент-Илер  в своей тератологической системе для простых (единичных) уродов, имевших возможность жить и питаться деятельностью собственных органов, дал название автозит (лат. autosite; от греч. αύτός – сам + σίτεω – питаю). Парных уродов, состоящих из двух особей, равно развитых и равно содействующих поддержанию общей жизни, Сент-Илер отличал от единичных (автозитных) названием автозитарных уродов (monstres autositaires).

## Типы паразитических близнецов

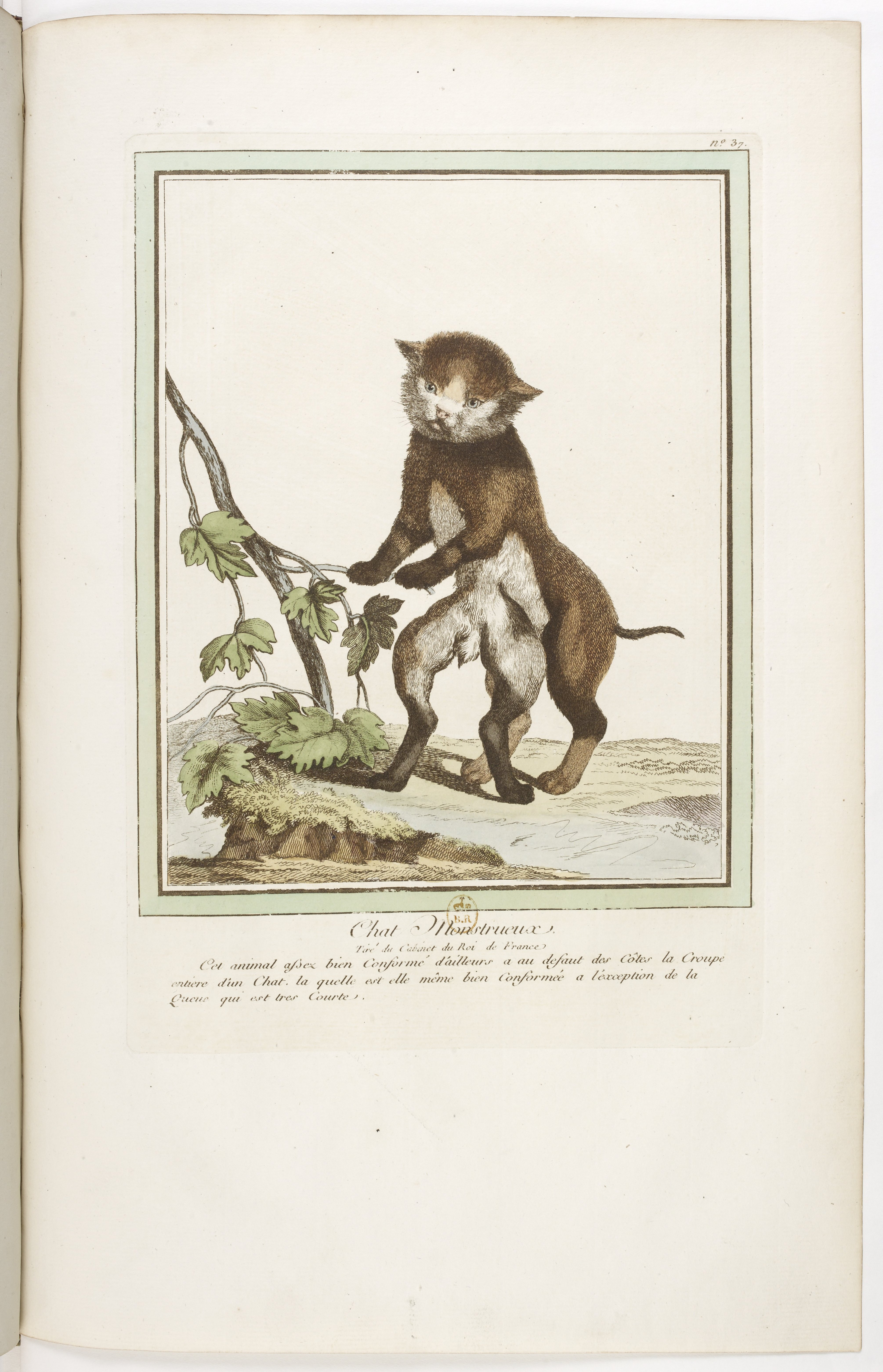
Кошка с дополнительной парой ног

- Паразитарные краниопаги (craniopagus parasiticus): две сросшиеся головы с одним туловищем. Близнецы имеют два отдельных мозга, но паразитический близнец собственным сознанием, как правило, не обладает.
- Эмбрион в эмбрионе (fetus in fetu): внутриутробная аномалия развития близнецов. Возникает в результате вхождения одного плода в плод другого (при условии наличия общей плаценты). Такой близнец всегда является анэнцефальным (не обладает собственным мозгом) и не имеет никаких шансов на выживание даже при наличии некоторых сформировавшихся внутренних органов.
- Дицефальные парапаги (dicephalic parapagus): имеют две головы и одно туловище, четыре руки, а также дополнительный набор некоторых внутренних органов. Иногда срастание происходит в других областях туловища без затрагивания позвоночника здорового близнеца. В таком случае, этот близнец с высокой долей вероятности является паразитическим и подлежит отделению от здорового.
- Полипрозопы (многоликие):
  - Дипрозопы (diprosopus): срастание голов на одном туловище. Степень срастания может варьироваться от дублирования носа и глаз до двух полностью сформированных лиц разведённых бок о бок. Большинство таких близнецов, за редкими исключениями, не способны выжить, имея деформацию костей черепа и повреждения мозга.
  - Трипрозопы (triprosopus): редчайший случай сросшихся близнецов, при котором происходит не двойное, а тройное черепно-лицевое дублирование.
  - Симметричные дипрозопы: редчайший случай срастания голов, при котором происходит зеркальное черепно-лицевое дублирование. Степень срастания может варьироваться от частичного дублирования некоторых частей лица в перевёрнутом положении до образования полностью симметричного лица с двумя ротовыми полостями, двумя парами глаз и одной сросшейся носовой полостью. Как вариант — один мозг на двоих, но общее сознание.
- Акардиусы (acardius): внутриутробная аномалия развития близнецов. Один из близнецов является паразитическим в плане отсутствия сердца и некоторых других жизненно важных органов и тот питается за счет формирующегося здорового близнеца. В большинстве случаев спасти здорового близнеца удается только при своевременном оперативном вмешательстве.
  - Ацефалы (acephalus): не имеет головы, но могут быть сформированы конечности. Грудные органы обычно отсутствуют и их место занимают аморфные ткани. Самый распространенный тип акардиальных близнецов.
  - Анцепсы (anceps): имеется большинство частей тела, включая голову с лицом и недоразвитым мозгом. Органы, хотя и присутствуют, сформированы плохо.
  - Акормусы (acormus): отсутствуют конечности и туловища, но имеется подобие сформированной грудной структуры и полноценная голова. Такой близнец возникает в результате процесса эмбриопатии, приводящей к деградации некогда нормального эмбриона в паразитарный.
  - Аморфусы (amorphus): крайне редкая форма акардиального близнеца. По внешним признакам близнец является несформировавшимся и не имеет каких-либо конечностей и головы (включая внутренние органы) и представляет собой аморфную ткань с кровеносными сосудами, разветвляющимися от пуповины. Некоторые ткани такого несформировавшегося близнеца могут являться раковыми опухолями и угрожать жизни не только здоровому близнецу, но и матери.

## Известные случаи
- Мертл Корбин (1868—1928) — родилась с четырьмя ногами.
- Франческо Лентини (1889—1966) — родился с тремя ногами.
- Лакшми Татма (род. 2005, Индия) — случай избавления от близнеца-паразита в ноябре 2007 года в ходе операции, длившейся 27 часов.